# Stazione di Morlupo-Capena
La stazione di Morlupo-Capena, o semplicemente stazione di Morlupo, è una stazione della ferrovia Roma-Civita Castellana-Viterbo.
Si trova nel Comune di Morlupo, nella città metropolitana di Roma Capitale, e dista circa 8 km dal paese di Capena.
Dal 1º luglio 2022 è gestita da ASTRAL.

## Strutture e impianti
La stazione dispone di 3 binari, di cui uno tronco. Le banchine sono scoperte e collegate da un cordolo di attraversamento a raso. Il fabbricato della stazione sorge nella parte bassa del paese ed è disposto su due livelli, con pensiline di copertura in cemento armato su entrambi i lati.
La stazione offre un agile interscambio con le autolinee extraurbane Cotral che collegano Morlupo con Capena e altri paesi limitrofi. Il parcheggio adiacente alla stazione è in parte utilizzato come rimessa all'aperto delle Corriere.

## Movimento
La stazione è servita dai treni regionali svolti da Cotral nell'ambito del contratto di servizio con la regione Lazio.